# 블레이드 러너 2049
《블레이드 러너 2049》(Blade Runner 2049)는 2017년 10월 개봉한 미국의 느와르 SF 영화이다. 영화 《서기 2019 블레이드 러너》(1982)의 30년 만의 속편으로 리들리 스콧 제작을 맡고 드니 빌뇌브가 감독을 맡았다. 해리슨 포드는 주인공 릭 데커드 역으로 다시 출연한다. 제90회 아카데미상 촬영상·시각효과상 수상작이다.

## 줄거리
인간과 리플리컨트가 혼재된 2049년. 인간의 통제를 벗어난 리플리컨트를 쫓는 블레이드 러너 ‘K’(라이언 고슬링)는 리플리컨트와 자신을 둘러싼 비밀이 존재함을 깨닫고 오래 전 블레이드 러너로 활약했던 ‘릭 데커드’(해리슨 포드)를 찾아 나선다. 한편, 리플리컨트가 인류의 미래라고 생각하는 ‘니안더 월레스’(자레드 레토)는 자신이 개발한 미래식량의 성공으로 타이렐사를 손에 넣고 전 우주를 식민지화 하기 위해 리플리컨트와 관련된 중요한 단서를 가진 ‘K’를 추적하기 시작하는데…
(출처:네이버 영화)

## 출연
- 라이언 고슬링 - 경관 "조" K
- 해리슨 포드 - 릭 데커드
- 아나 데 아르마스 - 조이
- 실비아 훅스 - 러브
- 자레드 레토 - 니안더 월레스
- 데이브 바티스타 - 세이퍼 모튼
- 로빈 라이트 - 조시
- 매켄지 데이비스 - 마리엣
- 레니 제임스 - 미스터 코튼
- 카를라 유리 - 애나 스탤라인 박사
- 히암 압바스 - 프레이사
- 숀 영 - 레이첼
- 토마스 레마르퀴스 - 문서 정리원
- 바카드 압디 - 닥 뱃저
- 마크 아놀드 - 면접관
- 수지 케네디
- 에드워드 제임스 올모스 - 가프
- 데이비드 다스트말치안 - 코코
- 우드 해리스 - 난데즈

아나 데 아르마스는 추가적으로 "조이" 계열이 나온 여러 홀로그래픽 광고들을 연기했다. 실비아 훅스는 니안더 월레스가 러브 앞에서 살해한 레플리컨트를 잠시 연기했다. 원작 영화에서 숀 영의 스톡 푸티지, 오디오, 스틸들은 레이첼 역할로 다시 사용되었다. 추가적으로, 숀 영의 화상 (畵像)은 그녀에게서 그때했던 연기를 되살리는것에 대해 조언을 받은 대역 배우 로렌 페타 (Loren Peta)에 디지털 작업으로 덧씌웠다. 레이첼의 목소리는 숀 영과 비슷한 목소리의 여배우의 목소리를 사용해 만들어냈다.

## 특징
블레이드 러너 2049에는 한글 장면이 있다. 행운이라는 단어가 새겨져 있어 눈길을 끈다.

## 같이 보기
- 인공지능
- 사이버펑크